# 為台灣而教
為台灣而教（Teach for Taiwan，簡稱TFT ）成立於2013年，是致力於解決教育不平等的教育/非營利組織，創辦人劉安婷受到美國組織為美國而教的啟發，因此創建為台灣而教。
截至民國108學年度，TFT目前累計已經送出212位老師到全台68所偏鄉學校，教導了超過5000名學生。

## 外部連結
- 為台灣而教 （页面存档备份，存于）